# ホソバノギク
ホソバノギク（細葉野菊、学名：Aster sohayakiensis）は、キク科の多年草の一種。別名キシュウギク。

## 特徴
常緑の多年草。地下茎がはう。茎は高さ30-60cmで、毛はない。
葉は、まばらな鋸歯をもち光沢のある狭い披針形で、長さ9-13cm、幅は1.5cmほどである。また、下部の葉は柄をもつが、上部の葉には柄がなく線形になる。
頭花は直径1.8cmほどで、枝の先に少数つける。

## 分布
本州（紀伊半島）に分布する。特に、古座川町から熊野川流域にのみ見られる固有種である。渓流の湿った岩上に生える。

## 分類
近縁種は数多く、花の様子はいずれも似ている。この種では細長くつやのある葉が独特で判別は易しい。

## 保全状況評価
絶滅危惧II類 (VU)（環境省レッドリスト）
2007年までの環境省レッドリストでは絶滅危惧IA類に指定されていたが、2012年には絶滅危惧II類と評価された。